# コヘレトの言葉
『コヘレトの言葉』（コヘレトのことば、ヘブライ語：קֹהֶלֶת）、あるいは『コヘレトの巻物』（מְגִילָת קֹהֶלֶת）または『コーヘレト書』は、旧約聖書の一文献で、ハメシュ・メギロット（五つの巻物）の範疇に含まれている。ハメシュ・メギロットとは旧約聖書の諸書に属する五つの書物、『コヘレトの言葉』、『雅歌』、『哀歌』、『ルツ記』、『エステル記』を指すユダヤ教の概念である。『伝道の書』『伝道者の書』とも呼ばれる。
アシュケナジーの社会では仮庵祭の期間、シナゴーグの中で朗誦される習慣があるが、これは11章2節の記述に基づいている。
この章句は、ハザルの注釈によれば、仮庵祭の七日間と八日目の集会についての暗示とされている。

## 題名
「コヘレト」は、七十人訳聖書で「エクレシアステース」（ギリシア語: Ἐκκλησιαστής, Ekklēsiastēs; 「集会で語る者」の意）と訳されて以来、「伝道者」「説教者」という意味の普通名詞として解釈されてきた。しかし近年では、ほとんどの研究者が固有名詞ないし筆名として解釈している。
日本語訳においても、かつては『伝道之書』（明治元訳）、『伝道の書』（日本聖書協会口語訳）、『伝道者の書』（新改訳）などといった訳題が用いられてきたが、新共同訳では、「内容はむしろ伝統的信仰を問い直そうとする性格が強く、従来の表題は内容を適切に表しているとは思われない」という見地から、「コヘレト」を固有名詞とする解釈に基づき、『コヘレトの言葉』という訳題が採用された。聖書協会共同訳もこれを踏襲している。

## 著者
『コヘレトの言葉』は冒頭の一文により、その著者が古代イスラエル王国第三代王ソロモンであることを仄めかしている。
ソロモンを著者とする説は保守的な注釈家たちの間では広く受け入れられており、彼らはこの記述をもって、ソロモンが「コヘレト」という異名でも呼ばれていたと主張し、その由来を、コヘレト（קהלת）が多くの共同体（קהילות）をエルサレムに集めた（הקהיל）からであると説明している。もちろん、会衆を集めて律法を教えるなど、神の命に適った施政を実践したとする彼の業績は『列王記上』などに記録されている。これらの説が正しいのならば、『コヘレトの言葉』は、紀元前10世紀代にソロモンが残したとされる一連の著作の一つということになる。
伝統的に旧約聖書の書物の中の三つがソロモンの手に帰されている。『雅歌』、『箴言』、そして『コヘレトの言葉』である。もっとも、これらの書物には思想、様式、文体などの点で相応の相違が認められる。これに関しては、それぞれの書物はソロモンの生涯における異なる三つの時代に書かれたと説明されている。つまり、青年時代に愛の歌を歌い（『雅歌』）、壮年期に知恵の言葉をまとめ（『箴言』）、経験を重ねた晩年に至って、この世のすべてを「虚しい」と断じた（『コヘレトの言葉』）というのである（『ミドラシュ・シール・ハ=シリーム・ラッバー』 1.1）。
近代における研究では、『コヘレトの言葉』はソロモンから数百年も後代の紀元前4世紀から同3世紀にかけての第二神殿時代に書かれたと推定されているが、明らかな証拠が無く仮説として知られている。
同書の著者あるいは編纂者は、当初よりこれを知恵文学を代表する著者名であるソロモンに（律法全体をモーセと呼ぶように）仮託したものと見られている。また、研究者の多くが同書の成立年代を第二神殿時代のより後期に見積もっているのだが、それはפרדס（果樹園）、פתגם（おふれ）といったペルシア語由来の単語が記されているからである。ヘレニズム期の成立であり、ギリシャ思想に抗するものであるとする説もある。

## 解説
『コヘレトの言葉』は旧約聖書の全文書の中においても、取り分け名言の宝庫とされている。同書からの引用や同書由来の慣用句は、ユダヤ教文化、及び復興ヘブライ語文化の評価を高め、かけがえのないものにしている。
『コヘレトの言葉』は知恵文学に属しており、コヘレトを介して、宗教、民族を超えた普遍的な疑問（人生の空しさ、諸行無常、「国破れて山河有り」といった国や社会について）の哲学的考察が試みられている。同書において提示される世界観は、旧約聖書の中で異色である。そのため、キリスト教やユダヤ教を信仰していない異教徒や無宗教者、さらに不可知論者などにも、大きな違和感を与えることが少なく、比較的馴染みやすい。
旧約聖書における一般的な思想からは、概ね次のような世界観が読み取れる。
- 神は人間に自由意志を付与しており、人間が自らの意志で義を選択し行うことを望んでいる。
- 神は人間それぞれの行いに応じて、祝福か罰で報いる。

それに対して、『コヘレトの言葉』では決定論に基づいた世界観が述べられている。義人も罪人も虚しく死ぬことなど、この世のすべては定めがあり、その定めは決して変えることはできないと論ずる。もし、すべてが予定されているのならば、自由意志なるものは虚しい。すべてが予定されている世界では、 「夢が多ければ空なる言葉も多い。しかし、あなたは神を恐れよ。」（5章6節）と聖書的な正義を行うことに、積極的な価値を見出すことができないのではないか、と論ずる。
『コヘレトの言葉』には厭世主義に基づいた思想が多分に含まれており、それだけでも十分、同書を現実を直視する世界観を持つ書物と見ることもできよう。その反面、人知の及ばない事柄は人間からは何もできないのであり、コヘレトはその人間をありのままの姿で肯定もするといった視点もある。この点はむしろ楽天的と評することも可能である。
『コヘレトの言葉』にはこういった思想が散見されるにもかかわらず、一方では神を畏れその戒めを守るべきことを説く箇所も少なくはなく、同書の結びの言葉も実にそれである。
このように、『コヘレトの言葉』が語る根本的な世界観は、必ずしも聖書全体を貫く世界観を乱すものではないといえる。

## ソロモン
伝統的な解釈に従えば、賢者と讃えられたソロモンは、人生の意義と全生涯にわたって幸福を得るために必要な行いについて、論理的かつ哲学的な探求を実践していたとされている。その結果、一般的に幸福をもたらすとされる知恵、正義、女性、家族、財産、信仰といったものはむしろ相応しくなく、これらのものは絶対的な満足感をもたらすどころか、逆に欲望を増長させるに過ぎないと結論する。
ソロモンは人生の意義に有益な格言を見つけてはそれを自賛していたのだが、いつも次の瞬間には不満になり、なぜそれが格言として不適格なのかを解き明かす。いわく、格言とは人間に、痛み、苦しみ、虚しさをも覚えさせるというのであった。人生のあらゆる出来事を心に刻み込んだ晩年のこと、ソロモンは人生に秘められた真の意義と人間を幸福に導く生き方について熟考しているとき、ついに極意を得るに至る。それを言葉にしたのが、すでに引用した12章13節の一文である。

## 大衆文化への影響
ロジャー・ゼラズニイのSF短編、『伝道の書に捧げる薔薇』（1963年）では、火星探検隊の一員である言語学の専門家で詩人のガリンジャーは、火星人達のあまりに諦観的な宗教教義に業を煮やして、「そのような考えは、とっくの昔に地球でも考え出されているぞ。」と伝道の書を引き合いに出して喝破する。